# Alambadi, Malur
Alambadi là một làng thuộc tehsil Malur, huyện Kolar, bang Karnataka, Ấn Độ.